# Pseudanthias tuka
Pseudanthias tuka és una espècie de peix de la família dels serrànids i de l'ordre dels perciformes.

## Morfologia
- Els mascles poden assolir 12 cm de longitud total.[4][5]

## Alimentació
Menja crustacis planctònics i ous de peix.

## Hàbitat
És un peix marí de clima tropical i associat als esculls de corall.

## Distribució geogràfica
Es troba des de Maurici fins a les Filipines, Bali (Indonèsia), Salomó, la Gran Barrera de Corall, Palau (Micronèsia) i el sud del Japó.